# Wayne Knight
Wayne Eliot Knight (Nova York, el 7 d'agost de 1955) és un actor còmic estatunidenc.

## Biografia
Knight va néixer a la ciutat de Nova York, fill de Grace (nascuda Monti) i William Edward "Bill" Knight, supervisor d'una fàbrica tèxtil. És d'origen britànic i italià. La família es va mudar a Cartersville, Geòrgia, on el pare va començar a treballar en la indústria tèxtil. Knight va assistir a les escoles locals i va ser linier en l'equip de futbol de la seva escola secundària. També va ser estudiant a la Universitat de Geòrgia.

### Carrera
Knight ha exercit papers importants en el cinema, com en JFK (1991), dirigida per Oliver Stone, i en Instint bàsic (1992), on va participar en una escena bastant notable. En Instint bàsic, el director Steven Spielberg el va veure en l'escena i el va contractar per a la pel·lícula Parc Juràssic. Knight va ser triat com el maldestre programador de InGen i espia per Biosyn, Dennis Nedry. També va aparèixer en Dead Again, Tot per un somni, Space Jam i Dirty Dancing.
A finals dels anys 90, Knight també va tenir papers secundaris però importants en dues sèries de televisió de la cadena NBC. Va ser el carter Newman en Seinfeld, i va fer d'oficial Don Orville, l'interès amorós de Sally en 3rd Rock from the Sun. Havia aparegut anteriorment en Against the Grain, amb el llavors desconegut Ben Affleck Igualment va actuar com a personatge regular en dues sèries de comèdia, en The Edge per la Fox i Assaulted Nuts per Cinemax i Canal 4.
També ha fet un considerable treball de doblatge: el Sr. Blik en la sèrie de Nickelodeon, Catscratch, l'emperador malvat Zurg i Al McWhiggin, en Toy Story 2 i Tantor en Tarzán, entre d'altres.

## Vida personal
Durant el rodatge d'un episodi de Seinfeld, Knight va sentir el que ell creia eren dolors per angina de pit i va buscar l'ajuda d'un cardiòleg. Aquest li va dir que estava mórbidament obès, tenia la pressió arterial alta i estava prop de la diabetis. Knight va seguir una dieta, va fer exercici fins que va perdre finalment 117 lliures (53 kg).

## Filmografia
Les seves pel·lícules més destacades són:
| - The Wanderers - The Day After - The Sex O'Clock News - Double Negative - Dirty Dancing - Quan m'enamoro - Dead Again - JFK - Instint bàsic - Seinfeld - Parc Juràssic - To Die For - Space Jam - 3rd Rock from the Sun - For Richer or Poorer - Hèrcules - Toonsylvania - The Brave Little Toaster Goes to Mars - Tarzan - My Favorite Martian - Toy Story 2 - Buzz Lightyear of Star Command: The Adventure Begins - Rates a correcuita (Rat Race) - That '70s Show - Spirit: Stallion of the Cimarron - Xiaolin Showdown - Cheaper by the Dozen | - Justice League Unlimited - Catscratch - CSI: NY - Thank God You're Here - WordGirl - Tactics - Kung Fu Panda - Scooby-Doo and the Goblin King - Punisher: War Zone - The Penguins of Madagascar - The Super Hero Squad Show - Curb Your Enthusiasm - CSI: Crime Scene Investigation - Woke Up Dead - Jimmy Two-Shoes - Space Buddies - Nip/Tuck - Hot in Cleveland - Bones - Yu-Gi-Oh! 5D's - Torchwood: Miracle Day - She Wants Me - The Exes - The Undead Eyes - Green Lantern: The Animated Series - Kung Fu Panda: Legends of Awesomeness |